# 沙帕爾谷山
沙帕爾谷山(英語：Chappal Waddi)是西非國家尼日利亞的山峰，位於該國東部塔拉巴州，毗鄰與喀麥隆接壤的邊境，海拔高度2,419米，是該國的最高點。